# Koste Seselwa
Koste Seselwa és l'himne nacional de Seychelles.

## Lletra
Sesel ou menm nou sel patri.
Kot nou viv dan larmoni.
Lazwa, lanmour ek lape.
Nou remersye Bondye.
Preserv labote nou pei.
Larises nou losean.
En leritaz byen presye.
Pour boner nous enfant.
Reste touzour dan linite.
Fer monte nou paviyon.
Ansanm pou tou leternite.
Koste Seselwa.
En català:
Seychelles és la nostra única mare pàtria,
On vivim en harmonia,
Felicitat, amor i pau.
Donem gràcies a Déu.
Preserva la bellesa del nostre país,
Les riqueses dels oceans,
Una preada herència,
Per a alegria dels nostres fills.
Visquem per sempre en unitat,
Hissem la nostra bandera
Junts per a l'eternitat,
romanguem els seychelessos.